# (1900) Katyusha
(1900) Katyusha es un asteroide perteneciente al cinturón de asteroides descubierto por Tamara Mijáilovna Smirnova el 16 de diciembre de 1971 desde el Observatorio Astrofísico de Crimea, Naúchni.

## Designación y nombre
Katyusha se designó inicialmente como 1971 YB. Más tarde fue nombrado en honor de la piloto soviética Yekaterina Ivánovna «Katiusha» Zelenko, muerta durante la Segunda Guerra Mundial.

## Características orbitales
Katyusha está situado a una distancia media de 2,21 ua del Sol, pudiendo alejarse hasta 2,508 ua. Tiene una inclinación orbital de 6,544° y una excentricidad de 0,1347. Emplea en completar una órbita alrededor del Sol 1200 días.